# St.-Nikolai-Kapelle (Oldenrode)

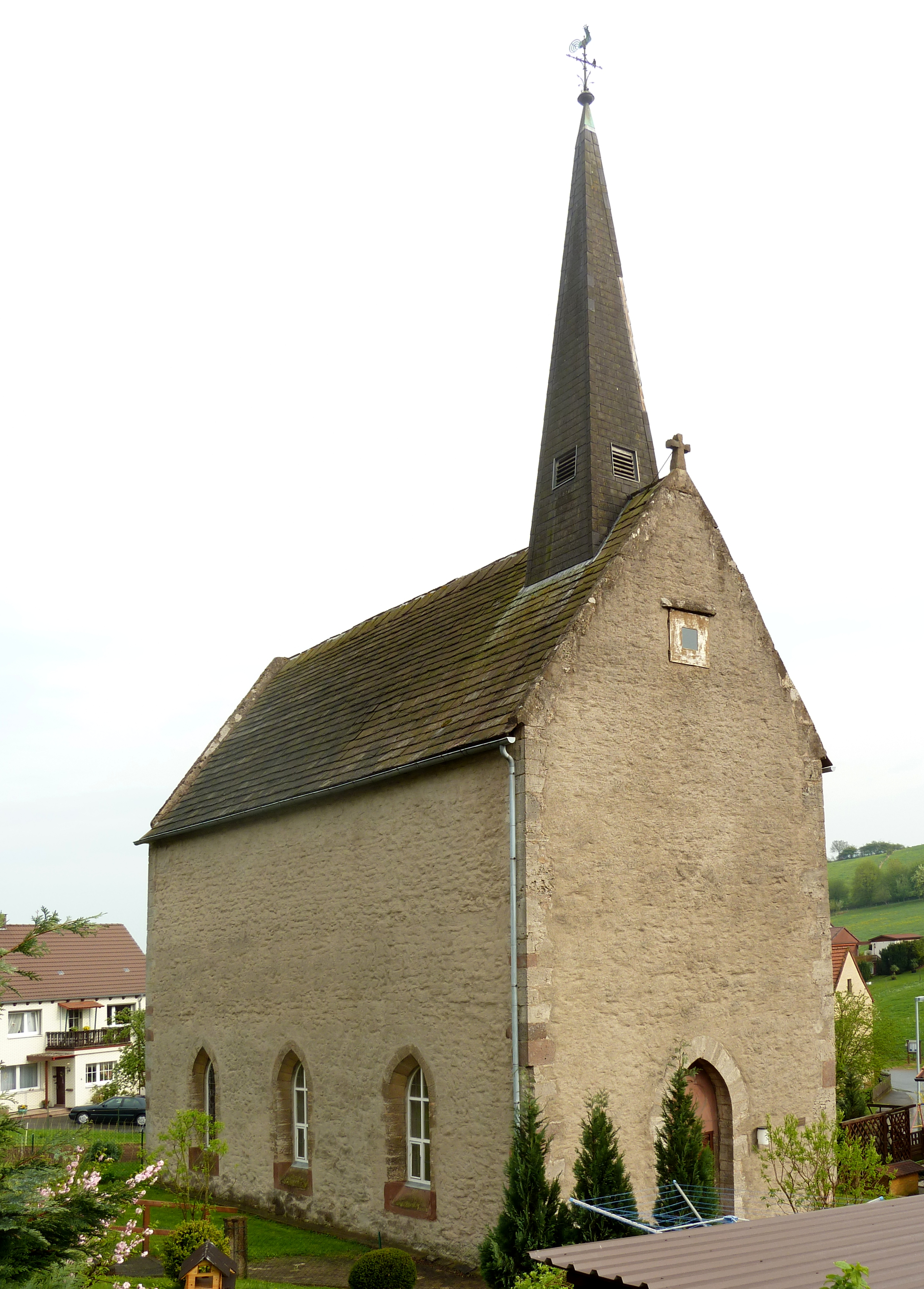
Sankt-Nikolai-Kapelle

Die evangelisch-lutherische Sankt-Nikolai-Kapelle steht in Oldenrode, einem Ortsteil der Stadt Moringen im Landkreis Northeim von Niedersachsen. Die Kapelle gehört zur Trinitatis-Kirchengemeinde Leine-Weper im Kirchenkreis Leine-Solling im Sprengel Hildesheim-Göttingen der Evangelisch-lutherischen Landeskirche Hannovers.

## Beschreibung
Die Kapelle der ehemaligen Wehrkirche war ursprünglich eine zweigeschossige, längsrechteckige Wehrkirche aus verputzten Bruchsteinen, die um 1300 gebaut wurde. Aus dem Satteldach des Kirchenschiffs erhebt sich im Westen ein spitzes Pyramidendach als Dachreiter. Der Kapellenraum im Erdgeschoss hat drei Joche, die mit spitzbogigen Kreuzgratgewölben überspannt sind. Die Fenster wurden erst im 17. Jahrhundert vergrößert.
Eine erste Orgel wurde um 1850 von Carl Giesecke gebaut. Die heutige Orgel mit fünf Registern und einem Manual baute Martin Haspelmath 1982 in den alten Prospekt ein.

## Einzelnachweis
1. ↑  Information zur Orgel (Seite nicht mehr abrufbar, festgestellt im Mai 2024. Suche in Webarchiven)  Info: Der Link wurde automatisch als defekt markiert. Bitte prüfe den Link gemäß Anleitung und entferne dann diesen Hinweis.

Koordinaten: 51° 43′ 17,8″ N, 9° 48′ 58,1″ O